# غيتا بصرة
غيتا بصرة (بالإنجليزية: Geeta Basra)‏ هي ممثلة هندية، ولدت في 13 مارس 1984 في بورتسموث في المملكة المتحدة.

## وصلات خارجية
- غيتا بصرة على موقع IMDb (الإنجليزية)
- غيتا بصرة على موقع أول موفي (الإنجليزية)
- غيتا بصرة على موقع قاعدة بيانات الفيلم (الإنجليزية)
- غيتا بصرة على موقع كينوبويسك (الروسية)